# Mistrzostwa Europy w Wioślarstwie 2010 – dwójka bez sternika mężczyzn
Dwójka bez sternika mężczyzn (M2-) – konkurencja rozgrywana podczas Mistrzostw Europy w Wioślarstwie 2010 w Montemor-o-Velho między 10 a 12 września.

## Harmonogram konkurencji
| Wydarzenie                  | Runda      |
| --------------------------- | ---------- |
| Piątek, 10 września 2010    | Eliminacje |
| Sobota, 11 września 2010    | Repasaże   |
| Niedziela, 12 września 2010 | Finał B    |
| Niedziela, 12 września 2010 | Finał A    |

## Medaliści
| Złoto                                    | Srebro                                        | Brąz                                      |
| Grecja · Jeorjos Dzialas · Janis Christu | Włochy · Lorenzo Carboncini · Niccolò Mornati | Serbia · Marko Marjanović · Nikola Stojić |

## Wyniki

### Eliminacje
Reguła kwalifikacji: 1 → FA, 2.. → R

#### Eliminacje 1
| Miejsce | Zawodnik                                      | Kraj      | Czas    | Uwagi |
| ------- | --------------------------------------------- | --------- | ------- | ----- |
| 1       | Jeorjos Dzialas Janis Christu                 | Grecja    | 6:37,19 | FA    |
| 2       | Maciej Mattik Zbigniew Schodowski             | Polska    | 6:42,09 | R     |
| 3       | Andrej Dziemjanienka Jauhien Nosau            | Białoruś  | 6:44,40 | R     |
| 4       | Alexander Sigurbjörnsson Benet Pau Vela Maggi | Hiszpania | 6:45,55 | R     |
| 5       | Ionut Minea Marius Luchian                    | Rumunia   | 7:00,31 | R     |
| 6       | Adrián Juhász Béla Simon                      | Węgry     | 7:11,15 | R     |

#### Eliminacje 2
| Miejsce | Zawodnik                           | Kraj      | Czas    | Uwagi |
| ------- | ---------------------------------- | --------- | ------- | ----- |
| 1       | Lorenzo Carboncini Niccolò Mornati | Włochy    | 6:36,39 | FA    |
| 2       | Marko Marjanović Nikola Stojić     | Serbia    | 6:40,62 | R     |
| 3       | Sébastien Lenté Adrien Hardy       | Francja   | 6:41,67 | R     |
| 4       | Vitomir Čavrlj Nikša Skelin        | Chorwacja | 6:52,14 | R     |
| 5       | Jakub Houška Jakub Makovička       | Czechy    | 7:05,65 | R     |

### Repasaże
Reguła kwalifikacji: 1-2 → FA, 3... → FB

#### Repasaże 1
| Miejsce | Zawodnik                          | Kraj      | Czas    | Uwagi |
| ------- | --------------------------------- | --------- | ------- | ----- |
| 1       | Sébastien Lenté Adrien Hardy      | Francja   | 6:49,32 | FA    |
| 2       | Maciej Mattik Zbigniew Schodowski | Polska    | 6:50,70 | FA    |
| 3       | Vitomir Čavrlj Nikša Skelin       | Chorwacja | 6:53,57 | FB    |
| 4       | Ionut Minea Marius Luchian        | Rumunia   | 7:01,92 | FB    |
| 5       | Adrián Juhász Béla Simon          | Węgry     | 7:07,00 | FB    |

#### Repasaże 2
| Miejsce | Zawodnik                                      | Kraj      | Czas    | Uwagi |
| ------- | --------------------------------------------- | --------- | ------- | ----- |
| 1       | Marko Marjanović Nikola Stojić                | Serbia    | 6:51,93 | FA    |
| 2       | Andrej Dziemjanienka Jauhien Nosau            | Białoruś  | 6:53,98 | FA    |
| 3       | Alexander Sigurbjörnsson Benet Pau Vela Maggi | Hiszpania | 7:03,52 | FB    |
| 4       | Jakub Houška Jakub Makovička                  | Czechy    | 7:13,50 | FB    |

### Finał B
| Miejsce | Zawodnik                                      | Kraj      | Czas    | Uwagi |
| ------- | --------------------------------------------- | --------- | ------- | ----- |
| 1       | Alexander Sigurbjörnsson Benet Pau Vela Maggi | Hiszpania | 6:40,87 |       |
| 2       | Jakub Houška Jakub Makovička                  | Czechy    | 6:42,68 |       |
| 3       | Vitomir Čavrlj Nikša Skelin                   | Chorwacja | 6:43,36 |       |
| 4       | Adrián Juhász Béla Simon                      | Węgry     | 6:45,44 |       |
| 5       | Ionut Minea Marius Luchian                    | Rumunia   | 6:47,15 |       |

### Finał A
| Miejsce | Zawodnik                           | Kraj     | Czas    | Uwagi |
| ------- | ---------------------------------- | -------- | ------- | ----- |
|         | Jeorjos Dzialas Janis Christu      | Grecja   | 6:30,34 |       |
|         | Lorenzo Carboncini Niccolò Mornati | Włochy   | 6:33,35 |       |
|         | Marko Marjanović Nikola Stojić     | Serbia   | 6:36,85 |       |
| 4       | Sébastien Lenté Adrien Hardy       | Francja  | 6:38,78 |       |
| 5       | Andrej Dziemjanienka Jauhien Nosau | Białoruś | 6:40,01 |       |
| 6       | Maciej Mattik Zbigniew Schodowski  | Polska   | 6:42,46 |       |